# Neoperla banksi
Neoperla banksi är en bäcksländeart som beskrevs av Joachim Illies 1966. Neoperla banksi ingår i släktet Neoperla och familjen jättebäcksländor. Inga underarter finns listade i Catalogue of Life.